# Hannover Congress Centrum

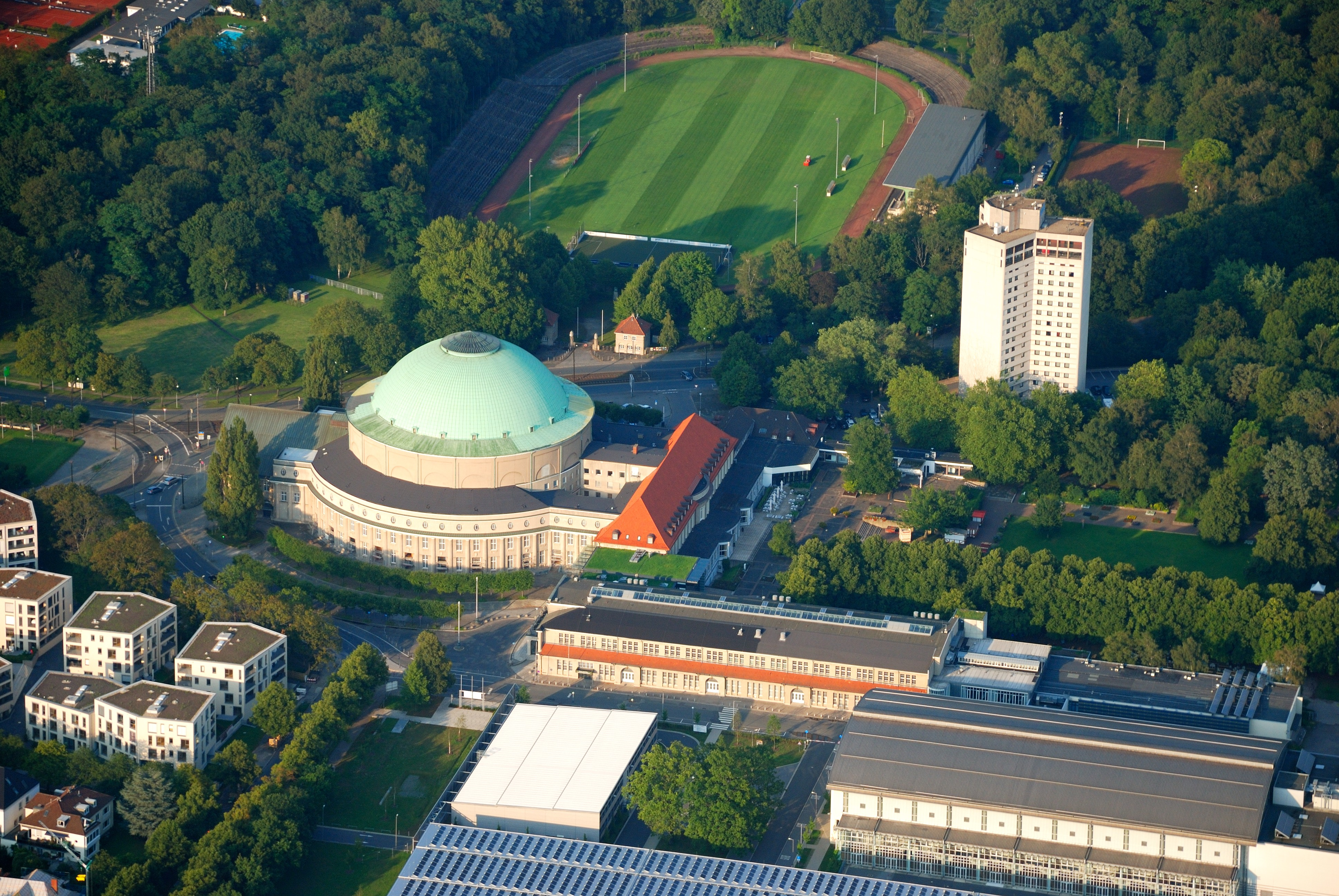
Luftbild des Hannover Congress Centrum im Jahr 2014

Das Hannover Congress Centrum, abgekürzt HCC, ist ein Kongress- und Veranstaltungszentrum der niedersächsischen Landeshauptstadt Hannover mit der Stadthalle und ihrem Kuppelsaal als zentralem Gebäude. Der Kuppelsaal zählt zu den markanten Bauwerken der Stadt. Das Hannover Congress Centrum ist als Städtischer Eigenbetrieb in die Stadtverwaltung Hannover eingebunden.

## Gebäude

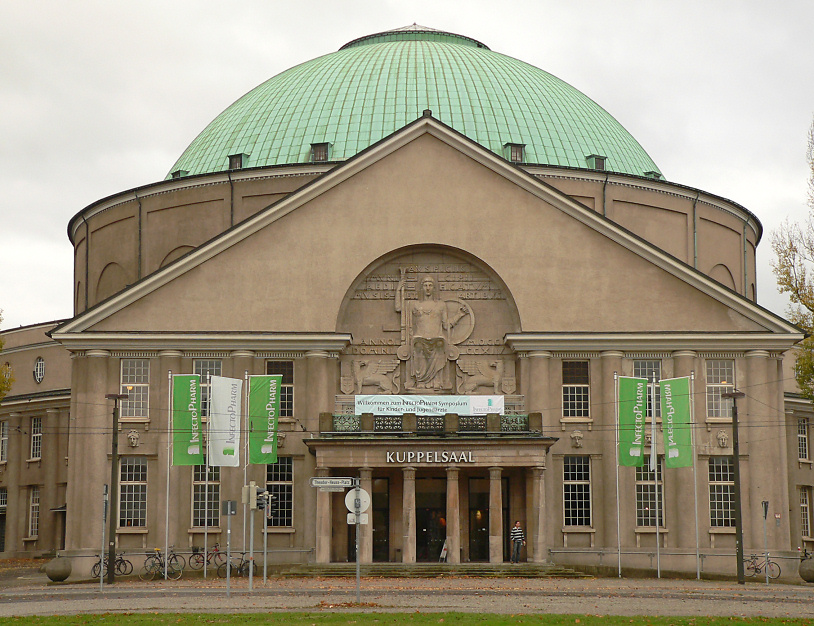
Frontalansicht der Stadthalle des HCC

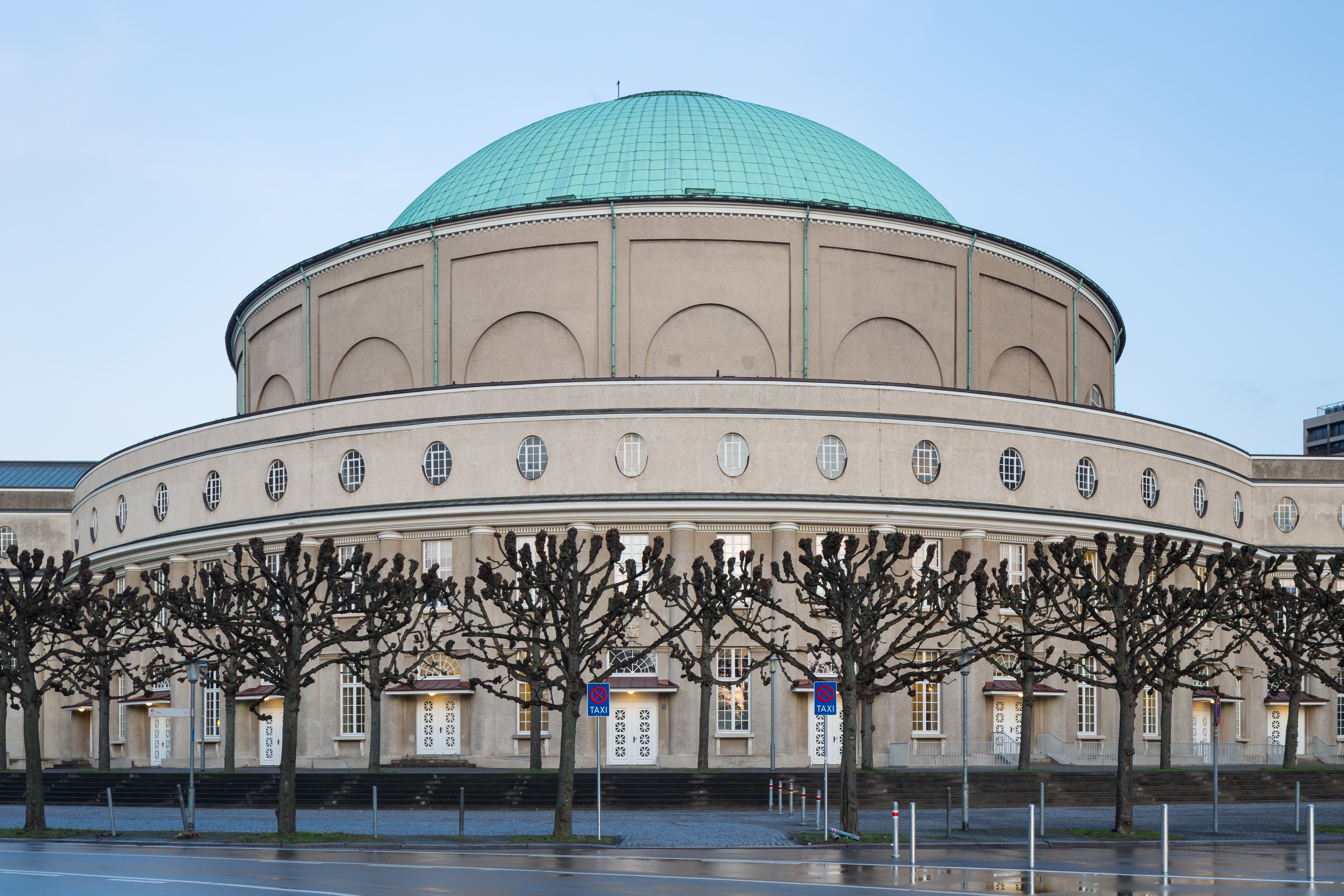
Seitenansicht der Stadthalle

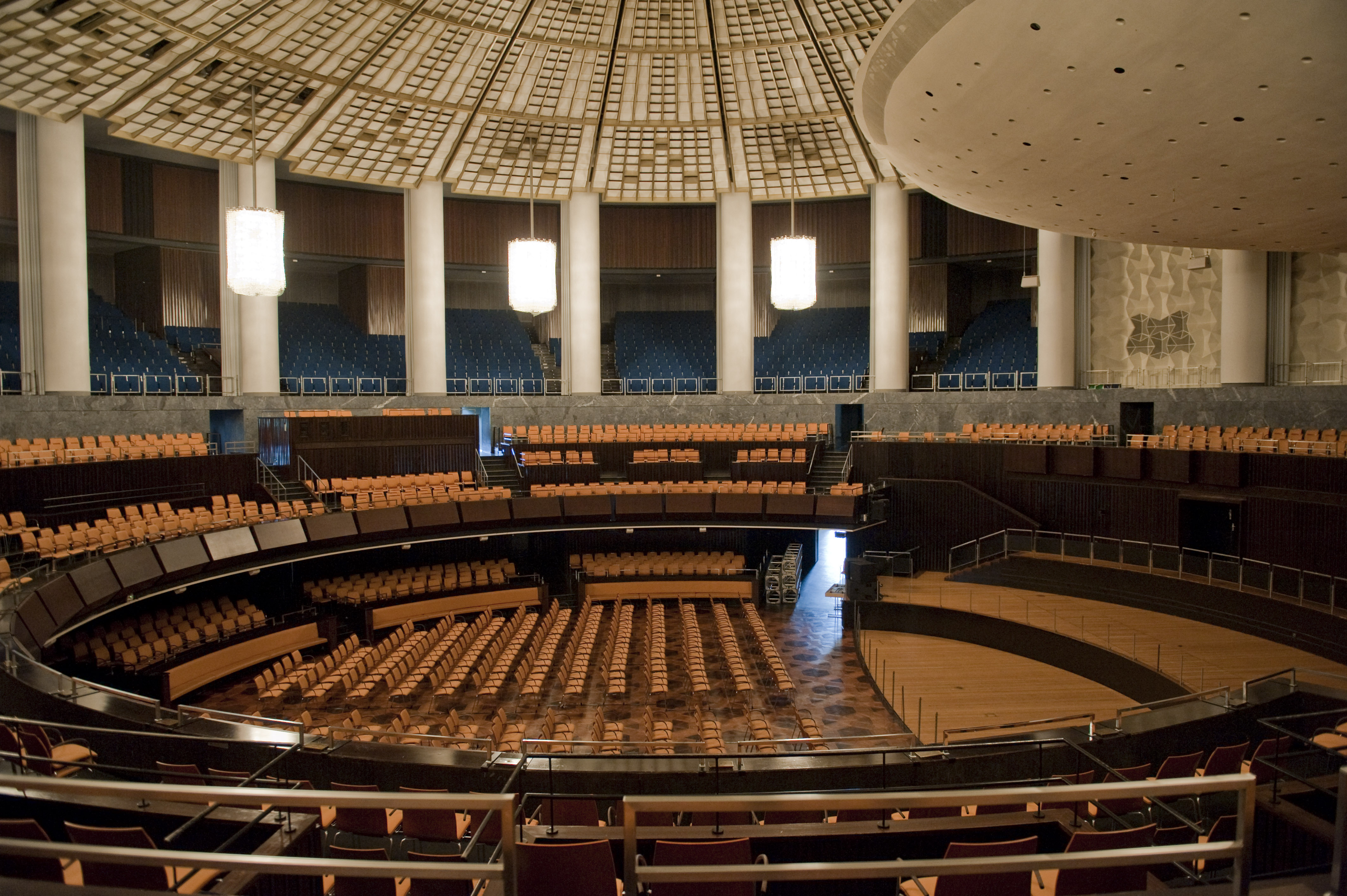
Das Innere des Kuppelsaals

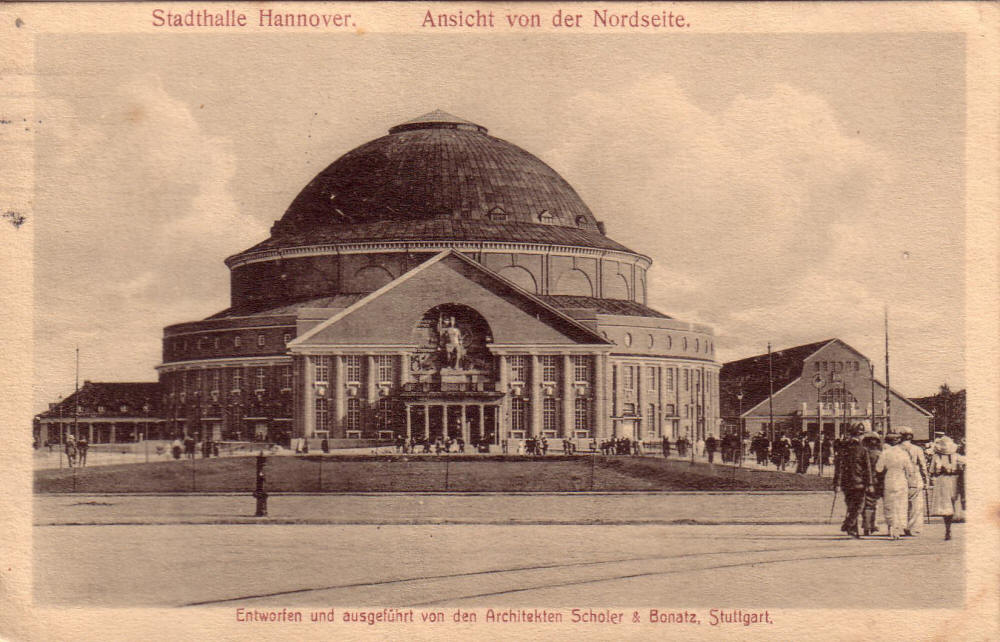
Stadthalle mit Niedersachsenhalle (rechts) 1915

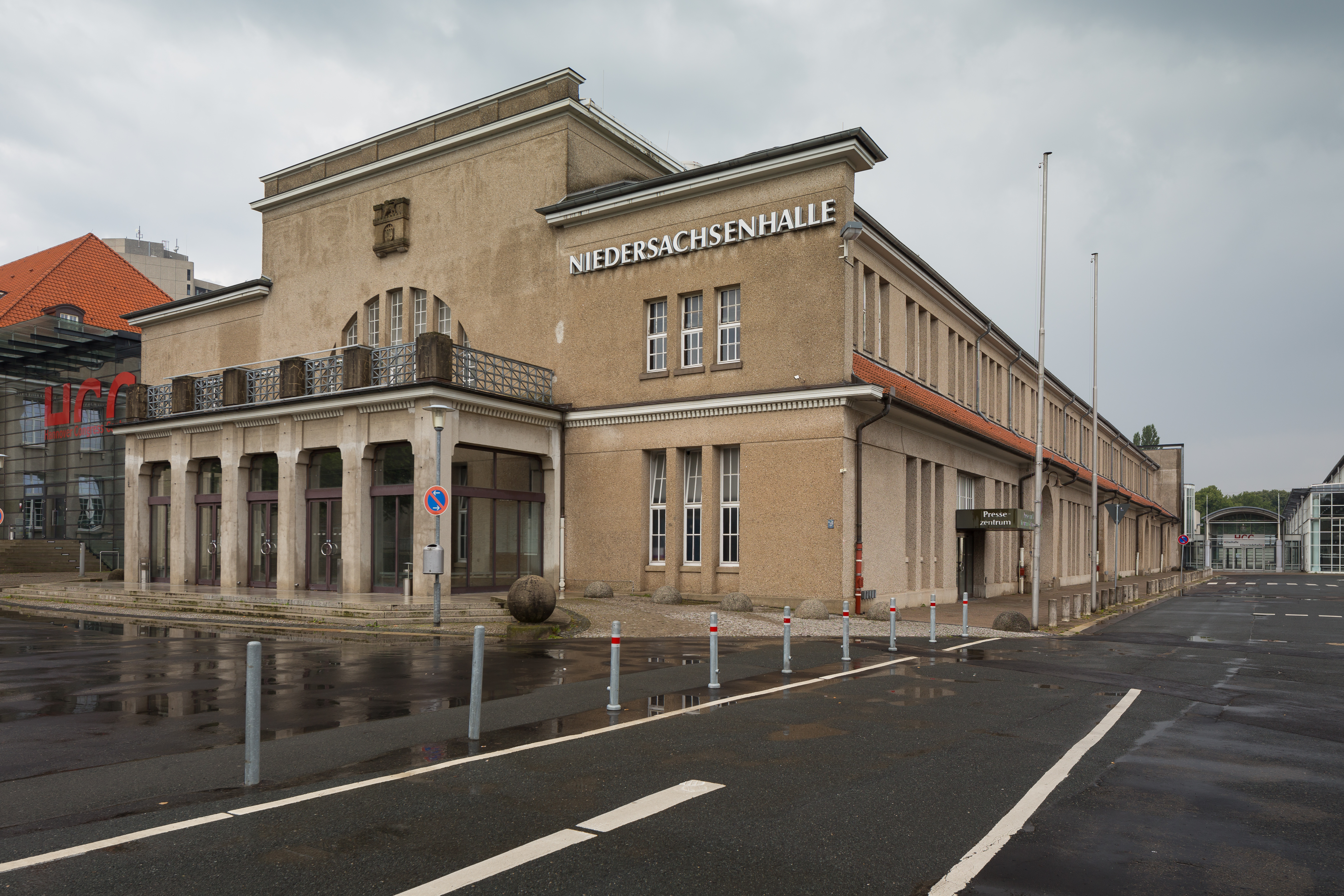
Frontalansicht der Niedersachsenhalle des HCC

Das Hannover Congress Centrum besteht aus diversen Gebäuden, Hallen und Sälen, die alle miteinander verbunden sind und über insgesamt 23.000 Quadratmeter Veranstaltungs- und Foyerfläche und Maximal 13.000 Sitzplätzen verfügen. Zentrales Gebäude ist die Stadthalle Hannover mit dem Kuppelsaal und sechs Sälen.
Stadthalle:
- Kuppelsaal (max. 3570 Plätze)
- Leibniz-Saal
- Runder Saal
- Blauer Saal
- Roter Saal
- Bonatz-Saal
- Neuer Saal

Und
- Niedersachsenhalle

Weitere Räume und Gebäude im HCC:
- 28 Konferenz- und Tagungsräume
- Glashalle
- Eilenriedehalle

Und
- Congress Hotel am Stadtpark

## Lage
Das HCC liegt östlich des Stadtzentrums im Stadtteil Zoo nahe der Eilenriede und dem Eilenriedestadion. Dort ist es unmittelbar am Stadtpark Hannover mit dem japanischen Teegarten und dem Rosarium gelegen. Verkehrsmäßig ist das Hannover Congress Centrum über den Messeschnellweg sowie mit der Stadtbahn und dem Bus gut erreichbar. Die Stadtbahnhaltestelle, die von der Linie 11 der ÜSTRA bedient wird, wurde von Óscar Tusquets Blanca im Rahmen des Kunstprojekts BUSSTOPS mit einem pagodenförmigen Unterstand ausgestattet.
| Linie | Verlauf | Takt                                       |
| ----- | --- | ------------------------------------------ |
| 11    | Haltenhoffstraße – An der Strangriede – Christuskirche – Steintor – Kröpcke – Aegidientorplatz – Marienstraße – Braunschweiger Platz – Clausewitzstraße – Hannover Congress Centrum – Zoo | 10 min (werktags) 15 min (sonn-/feiertags) |

## Veranstaltungen
Neben Kongressveranstaltungen sowie Fach- und Kontaktmessen ist das HCC ein zentraler Ort für Großveranstaltungen verschiedenster Unternehmensbranchen. Im HCC finden jedes Jahr über 500 Kongresse und kleinere Messen statt. Der Kuppelsaal ist mit 3570 Plätzen der größte klassische Konzertsaal Deutschlands. Im Kuppelsaal wurde außerdem jährlich die Computermesse CeBIT eröffnet. Zu den größten Messen gehören die Edelsteinmesse NORD-GEM, die Hochzeitstage, die Esoterik-Tage, Norddeutschlands größte Friseurmesse Beauty & Style, die Gesundheitsmesse Hannover und Norddeutschlands größte Terraristikbörse Terrarienbörse Hannover.
Das Hannover Congress Centrum ist für die gastronomische Versorgung der Heinz-von-Heiden-Arena (Niedersachsenstadion) zuständig.
Der Stadtpark Hannover wird für Veranstaltungen mit genutzt und das HCC betreibt dort mit dem Rosencafé und dem Parkrestaurant Gastronomie.

## Geschichte
Die Stadthalle wurde von den Architekten Paul Bonatz, Friedrich Eugen Scholer und Michael Kott entworfen und während der Jahre 1911 bis 1914 erbaut. Sie ist der Stilrichtung des Neoklassizismus zuzuordnen. Der Kuppelbau ist dem Pantheon in Rom nachempfunden. Der Saal war mit einer riesigen Orgel von Furtwängler & Hammer 1914 ausgestattet, die 118 Register auf vier Manualen und Pedal besaß. Bei den Luftangriffen auf Hannover während des Zweiten Weltkriegs erlitt die Stadthalle erhebliche Schäden und wurde unter Mithilfe des ursprünglichen Architekten Bonatz in veränderter Form wiederaufgebaut. Beim Wiederaufbau kam es zu Abweichungen gegenüber dem ursprünglichen Bau bei der Dachneigung und der Höhe des Tambours (siehe nebenstehende Bilder). Nach der Gründung des Landes Niedersachsen 1946 und der Bestimmung von Hannover als Landeshauptstadt tagte das Landesparlament von 1947 bis zur Fertigstellung des neuen Parlamentsgebäudes 1962 (das Parlament zog ins nach Kriegsschäden wiederauf- und umgebaute Leineschloss) in einem Seitenflügel der Stadthalle Hannover.
Im Jahr 1980 wurden die Stadthalle, die Eilenriedehalle, die weiteren Gebäude und das Congress Hotel am Stadtpark zum Hannover Congress Centrum zusammengefasst. Im Allgemeinen Sprachgebrauch wird das Hannover Congress Centrum kurz als Stadthalle Hannover bezeichnet.
Der Kuppelsaal wurde von Sommer 2015 bis Januar 2016 restauriert, renoviert bzw. modernisiert.

## Städtischer Eigenbetrieb
Das Hannover Congress Centrum ist als Städtischer Eigenbetrieb (OE83) im Dezernat V (Wirtschaft und Umwelt) in die Stadtverwaltung Hannover eingebunden. Direktor des HCC ist Joachim König; zuständige Dezernentin in der Stadtverwaltung ist Anja Ritschel. Das Hannover Congress Centrum hat rund 100 Angestellte. Das HCC ist in die Betriebsleitung und 4 Bereiche gegliedert. (Stand: 1. Januar 2022)
- OE83: Betriebsleitung: Direktor Joachim König
  - 83.0: Personal und Finanzen
  - 83.1: Gastronomie und Veranstaltungen
  - 83.2: Veranstaltungstechnik / EDV / Messen
  - 83.3: Gebäudemanagement